# مزدا سی‌ایکس-۸
مزدا سی‌ایکس-۸ (انگلیسی: Mazda CX-8) یک کراس اوور اندازه متوسط است که از پایان سال ۲۰۱۷ توسط مزدا تولید شده‌است. این یک نسخه هفت‌نفره از مزدا سی‌ایکس-۵ است. این خودرو اولین بار در ۱۴ سپتامبر ۲۰۱۷ به عنوان پرچمدار اس‌یووی مزدا در ژاپن رونمایی شد، زیرا سی‌ایکس-۹ به‌عنوان خودروی جامع تر از سی‌ایکس-۸ در این کشور فروخته نمی‌شود. خارج از ژاپن، سی‌ایکس-۸ در چین، اقیانوسیه و آسیای جنوب شرقی موجود است.

### طراحی:
این خودرو با صندلی های سه ردیفی ارائه می شود، در پیکربندی کابین مزدا CX-8 در صندلی های ردیف دوم با حالت شش نفره که در آن از صندلی های کاپیتانی با کنسول وسط (به عنوان تکیه گاه بازو) باکس وسایل و جا لیوانی قرار گرفته است و در بخش صندلی‌های ردیف سوم هم درضورت جمع شده، 209 لیتر فضای چمدان ارائه می‌کند.

### مشخصات فنی:
CX-8 در ابتدا تنها با موتور 2.2 لیتری Skyactiv-D دیزلی عرضه می شد، اما انتخابی از دو موتور بنزینی در سال 2018 اضافه شد: یک موتور 2.5 لیتری Skyactiv-G (PY-VPS) از CX-5 و یک موتور توربوشارژ. نسخه مشابه موتور از CX-9

## نگارخانه

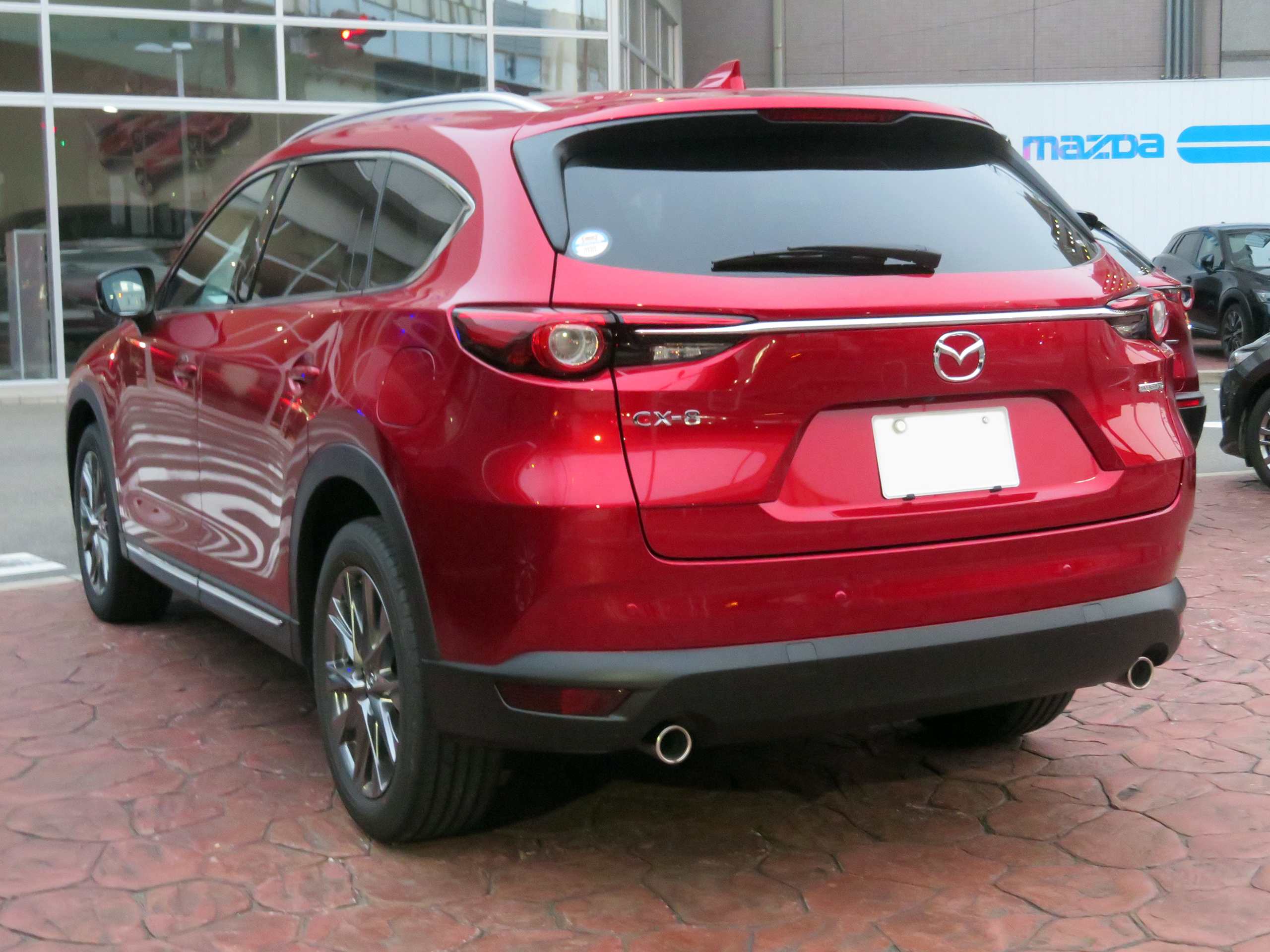
مزدا سی‌ایکس-۸ (از عقب)
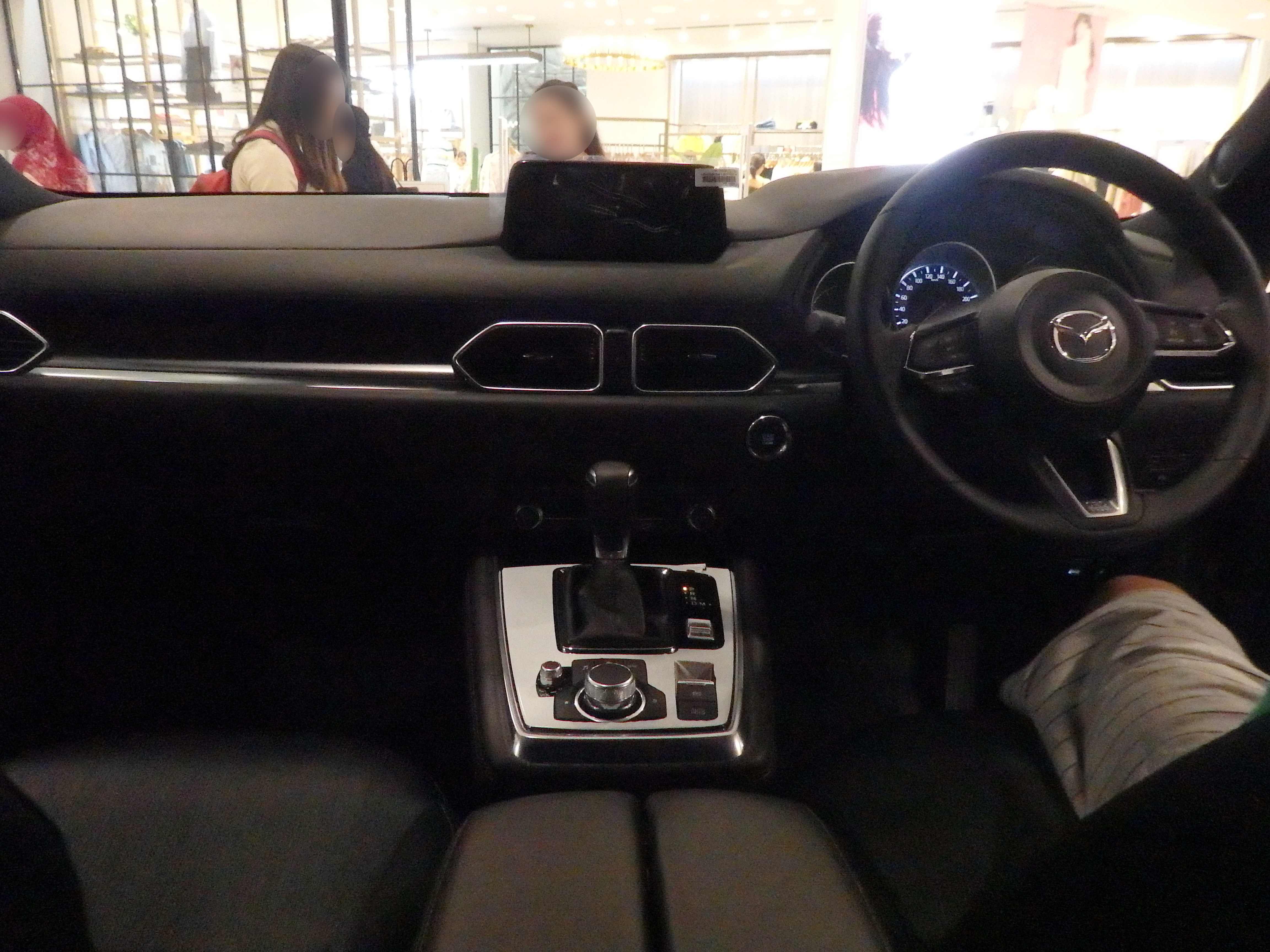
نمای داخلی (۲۰۱۹)

## فروش
| سال  | ژاپن   | چین   | تایلند |
| ---- | ------ | ----- | ------ |
| ۲۰۱۸ |        | ۹۹۲   |        |
| ۲۰۱۹ | ۲۳,۲۹۴ | ۱٬۴۷۶ | ۷۴۵    |